# Panicum polyanthes
Panicum polyanthes är en gräsart som beskrevs av Schult.. Panicum polyanthes ingår i släktet vipphirser, och familjen gräs. Inga underarter finns listade i Catalogue of Life.